# Кузьмич Олександр Миколайович
Олександр Миколайович Кузьмич — підполковник Збройних сил України, учасник російсько-української війни, що загинув у ході російського вторгнення в Україну, військовий комісар в місті Радивилів.

## Нагороди
- орден Богдана Хмельницького III ступеня (2022) — за особисту мужність і самовіддані дії, виявлені у захисті державного суверенітету та територіальної цілісності України, вірність військовій присязі[1].